# Richard Kruse
Richard Adam Kruse (ur. 30 lipca 1983 w Camden) – brytyjski florecista, wicemistrz świata i wielokrotny medalista mistrzostw Europy.
Podczas mistrzostw świata w Wuxi w 2018 roku wywalczył srebrny medal w turnieju indywidualnym. W walce finałowej przegrał z Francuzem Alessio Foconim. Był też między innymi piąty drużynowo na mistrzostwach świata w Moskwie w 2015 roku oraz szósty na mistrzostwach świata w Antalyi w 2009 roku i mistrzostwach świata w Lipsku w 2017 roku.
Wystartował na igrzyskach olimpijskich w Atenach w 2004 roku, zajmując indywidualnie ósme miejsce. Na rozgrywanych cztery lata później igrzyskach olimpijskich w Pekinie był czternasty. Następnie wystąpił na igrzyskach olimpijskich w Londynie w 2012 roku, gdzie drużynowo zajął szóste miejsce, a indywidualnie odpadł w pierwszej rundzie. Brał też udział w igrzyskach olimpijskich w Rio de Janeiro w 2016 roku, zajmując czwarte miejsce w turnieju indywidualnym. Walkę o brązowy medal przegrał z Rosjaninem Timurem Safinem 13:15. W zawodach drużynowych ponownie był szósty.
Na mistrzostwach Europy w Izmirze (2006) zdobył indywidualnie srebrny medal. Wynik ten powtórzył na mistrzostwach Europy w Płowdiwie (2009), a na mistrzostwach Europy w Lipsku (2010) i mistrzostwach Europy w Legnano (2012) był trzeci. W rywalizacji drużynowej zajmował trzecie miejsce na mistrzostwach Europy w Lipsku (2010), mistrzostwach Europy w Zagrzebiu (2013) i mistrzostwach Europy w Toruniu (2016).
Ponadto wywalczył złoto drużynowo podczas igrzysk europejskich w Baku (2015).